# Guillermo Ramírez Valdivia
Guillermo Ramírez, también conocido como el Turco Ramírez, (Caracas, Venezuela, el 10 de noviembre de 1989) es un futbolista profesional venezolano que se desempeña en el terreno de juego como mediocampista defensivo y su actual equipo es el Atlético Venezuela de la Primera División de Venezuela. 

## Historia
Formado en las filas del Caracas FC club con el cual también debutó como profesional, Guillermo Ramírez perteneció al Seleccionado Nacional Sub-20 de Venezuela que formó parte de la histórica clasificación de Venezuela a su primer mundial en dicha categoría. en el sudamericano sub-20 de 2009, Estuvo en 9 partidos de los cuales en 8 entró de cambio y 1 de titular contra la selección de Brasil, siendo pieza importante en la alineación colocada por el director Técnico César Farías. por sus destacadas actuaciones le valió para ser llamado en varias convocatorias de la selección mayor de Venezuela que disputaba las eliminatorias sudamericanas al mundial de Sudáfrica 2010.

## Clubes
| Club                | País                 | Año           |
| ------------------- | -------------------- | ------------- |
| Caracas FC          | Venezuela            | 2008–2010     |
| Caroni FC           | Venezuela            | 2010-2011     |
| Llaneros de Guanare | Venezuela            | 2011-2014     |
| Atlético Venezuela  | Venezuela            | 2014-2015     |
| Petare FC           | Venezuela            | 2015-2016     |
| Cibao FC            | República Dominicana | 2016          |
| Atlético Venezuela  | Venezuela            | 2017-presente |

## Trayectoria Internacional
El Turco Ramírez ha Representado en tres ocasiones a la selección mayor de Venezuela, disputando las eliminatorias sudamericanas rumbo al mundial Sudáfrica 2010.
También es Mundialista sub-20 con la selección de Venezuela disputando la Copa Mundial de Fútbol Sub-20 de 2009 celebrada en Egipto.

### Competiciones internacionales
| Competición                      | PJ | Goles |
| -------------------------------- | -- | ----- |
| Copa Mundial Fifa Sub-20 de 2009 | 2  | 0     |
| Sudamericano Sub-20 de 2009      | 9  | 0     |
| Total de Carrera                 | 11 | 0     |